# 夏秋成美
夏秋 成美（なつあき なるみ、1975年8月16日 - ）は、日本の女優。血液型はA型。旧芸名は夏秋 佳代子。
佐賀郡久保田町（現佐賀市）出身。久保田町立思斎中学校、佐賀県立佐賀北高等学校卒業。文学座付属養成所入所後3年在籍後、バイザウェイ所属、テンダープロ所属を経て、現在はフリー。また、後述のように映画ドラマ等では方言指導も行うことがある。

## 出演

### テレビドラマ
- 救命病棟24時（フジテレビ）
  - 救命病棟24時 第2シリーズ（2001年） - 看護師/レギュラー 役
  - 救命病棟24時 第4シリーズ（2009年） - 看護師/レギュラー 役
  - 救命病棟24時 第5シリーズ（2013年） - 看護師/レギュラー 役
- 金曜エンタテイメント「16週」（2002年、フジテレビ） - 看護師 役
- 金曜エンタテイメント「天使の歌声 〜小児病棟の奇跡〜」（2002年、フジテレビ） - 看護師 役
- 恋愛偏差値 第3章（2002年、フジテレビ） - OL/レギュラー  役
- 熱烈的中華飯店（2003年、フジテレビ） - レポーター 役
- お義母さんといっしょ（2003年、フジテレビ） - OL 役
- 土曜ワイド劇場「リカ」（2003年、テレビ朝日） - OL/レギュラー 役
- ムコ殿2003（2003年、フジテレビ） - 看護師 役
- ウォーターボーイズ（2003年、フジテレビ） - 石田高校職員 役
- ビギナー（2003年、フジテレビ） - 司法修習生/レギュラー  役
- 共犯者（2003年、フジテレビ） - OL/レギュラー 役
- ココリコミラクルタイプ新春ドラマスペシャルダブルライフ（2004年、フジテレビ） - 常連客 役
- ファイヤーボーイズ（2004年、フジテレビ） - 妊婦 役
- エースをねらえ! 第6話（2004年、テレビ朝日） - レポーター役
- 離婚弁護士（2004年、フジテレビ） - 佳子 役
- 愛し君へ（2004年、フジテレビ） - 母親 役
- 東京湾景（2004年、フジテレビ） - OL/レギュラー 役
- 雨と夢のあとに 第8話（2005年、テレビ朝日） - 絵里 役
- ラスト・プレゼント（2005年、テレビ朝日） - 看護師 役
- THE WAVE!（2005年、フジテレビ）
- 金曜エンタテイメント・プレミアムステージ「積木くずし真相 〜あの家族、その後の悲劇〜」（2005年、フジテレビ）
- 恋のから騒ぎドラマスペシャル Love StoriesIII（2006年、日本テレビ）
- 小早川伸木の恋（2006年、フジテレビ） - 看護師 役
- 医龍-Team Medical Dragon-（2006年 - 2007年、2010年、フジテレビ） - 野村佳世子（看護師）/レギュラー 役
- 金曜エンタテイメント「家族たちの明日〜尼崎列車事故から1年〜」（2006年、フジテレビ） - 看護師、佳子 役
- ファーストキス 第9話 - 11話（2007年、フジテレビ） - 看護師 役
- SP 警視庁警備部警護課第四係 第2話 - 第4話（2007年、フジテレビ） - 看護師 役
- ドリーム☆アゲイン 第10話（2007年、日本テレビ） - 女医 役
- 金曜プレステージ 外科医 鳩村周五郎 （フジテレビ）
  - 「闇のカルテIV」（2004年） - 看護師 役
  - 「外科医 鳩村周五郎9」（2012年） - 看護師 役
  - 「外科医 鳩村周五郎11」（2013年） - 看護師 役
  - 「外科医 鳩村周五郎12」（2014年） - 森下春香(看護師） 役
  - 「外科医・鳩村周五郎13」（2014年） - 看護師役
- 感動ノンフィクション大賞SPドラマ「愛馬物語」（2008年、フジテレビ） - 看護師役
- 土曜プレミアム「ホームレス中学生」（2008年、フジテレビ） - 看護師　役
- 24時間テレビドラマ「みゅうの足パパにあげる」（2008年、日本テレビ） - 看護師 役
- 白い春（2009年、フジテレビ） - 看護師 役
- チーム・バチスタ（関西テレビ）
  - チーム・バチスタの栄光SPECIAL〜新たな迷宮への招待〜（2009年）
  - 金曜プレステージ「チーム・バチスタ第2弾 ナイチンゲールの沈黙」（2009年） - 看護師 役
  - チーム・バチスタSP2011（2011年） - 看護師 役
  - チーム・バチスタ4 螺鈿迷宮 第1話（2014年）
- コード・ブルー -ドクターヘリ緊急救命- 2nd season（2010年、フジテレビ） - 看護師 /レギュラー 役
- 松本清張ドラマスペシャル 山峡の章（2010年、フジテレビ） - 主婦 役
- 天使の代理人（2010年、フジテレビ） - 本田陽子（看護師）/レギュラー 役
- 月曜ゴールデン「女取調官」（2011年、TBS） - ホテルフロント 役
  - 「女取調官2」（2012年） - ホテルフロント 役
  - 「女取調官3」（2014年） - 旅館の女将 役
  - 「女取調官4」（2016年7月25日、TBSテレビ） - 塚田（ホテルフロント） 役[1]
- NHK佐賀放送局開局70周年記念ドラマ「あのひとあの日」（2012年、NHK佐賀） - 小学校教師 役
- 「ゴーストママ捜査線」（2012年、日本テレビ） - 救命士 役
- 24時間テレビドラマ「車イスで僕は空を飛ぶ」（2012年、日本テレビ） - 介護師 役
- 土曜ワイド劇場「人類学者・岬久美子の殺人鑑定3」（2013年、テレビ朝日） - 小西良子 役
- 小京都連続殺人事件（2013年、フジテレビ） - 看護師 役
- 夫のカノジョ 第3話（2013年、TBS） - 主婦・内田 役
- 相棒 season12 元日スペシャル 第10話（2014年1月1日、テレビ朝日） - 救急看護師 役
- 事件救命医2〜IMATの奇跡〜（2014年、フジテレビ） - 看護師 役
- ドクターX〜外科医・大門未知子〜（2014年、テレビ朝日） - 真部のぞみ 役/レギュラー
- 新・刑事吉永誠一（2014年、テレビ東京） - 引率の幼稚園の先生 役
- マジすか学園4（2015年、日本テレビ） - 看護師 役
- アイムホーム（2015年、テレビ朝日） - 看護師 役
- Dr.倫太郎（2015年、日本テレビ） - 看護師 役

### バラエティ
- ザ・ジャッジ! 〜得する法律ファイル
  - （マネートラブル） - 美砂 役
  - （西川峰子編） - マネージャー 役

### 映画
- 娘道成寺〜蛇炎の恋（2004年） - ダンサー 役
- お父さんのバックドロップ（2004年） - 牛之助応援団 役
- バースディーウエディング（2005年） - 親友 役
- 東京フレンズ The Movie（2006年）
- トリコン（2007年） - 農園の未亡人 役
- 十年愛（2008年） - 母親 役
- 252 生存者あり（2008年） - 新妻 役
- コスプレ探偵（2009年） - 管理人 役
- 僕と妻の1778の物語（2011年） - 西田看護師 役
- チーム・バチスタFINAL ケルベロスの肖像（2014年） - 看護師 役

### 舞台
- わが町（文学座）
- 女の一生（文学座）
- 黄色い波（文学座）
- ソープオペラ（文学座）
- 血は立ったまま眠っている（文学座）
- アイスクリームマン（文学座）
- 闇に咲く花（文学座）
- Our Country's Good（文学座）
- BROKENハムレット（トレランス番外公演）
- BROKEN西遊記（トレランス番外公演）
- 明日はくるか!？（2005年、演とら）
- 東京ダイヤモンド（2007年、アルミカンライダーズ）
- 幸せの法則（2007年、TEAM nuts 3）
- NUTS 3 CHANNEL vol.1（2008年、TEAM nuts 3・2013年、TOSCANA トスカーナ）
- NUTS 3 CHANNEL（2008年、TEAM nuts 3）
- 佐賀のがばいばあちゃん（2008年、名古屋・中日劇場、他、地方巡業）
- 島田洋七のお笑い 佐賀のがばいばあちゃん（2010年、博多座）
- 島田洋七のお笑い 佐賀のがばいばあちゃん（2012年、中日劇場・新歌舞伎座・浅草公会堂・金沢公演）

### CM
- エーザイ、チョコラBB「ローヤル・ライト・ピュア編」
- エジソン生命「社名変更編」
- 中央エレベーター工業

## 方言指導
- 佐賀のがばいばあちゃん（2008年、名古屋・中日劇場、他、地方巡業）
- 島田洋七のお笑い 佐賀のがばいばあちゃん（2010年、博多座）
- ソフトボーイ(2010年、東宝）
- 月曜ゴールデン「女取調官」（2011年、TBS）
- 島田洋七のお笑い 佐賀のがばいばあちゃん（2012年、中日劇場・新歌舞伎座・浅草公会堂・金沢公演）
- 月曜ゴールデン「女取調官2」（2012年、TBS）
- 月曜ゴールデン「女取調官3」（2014年、TBS）
- 月曜ゴールデン「女取調官4」（2016年、TBS）